# Olejnica
Olejnica – wieś w Polsce położona w województwie wielkopolskim, w powiecie wolsztyńskim, w gminie Przemęt. W latach 1975–1998 miejscowość administracyjnie należała do województwa leszczyńskiego.
We wsi znajdowała się drewniana wieża widokowa o wysokości 19,5 metra. Umożliwiała oglądanie panoramy jezior przemęckich. Z uwagi na stan techniczny została rozebrana w 2018.
Ok. 1 km na zachód od wsi utworzono w 1959 rezerwat przyrody Torfowisko nad Jeziorem Świętym o powierzchni 7,59 ha.

## Osoby
W Olejnicy przez wiele lat wakacje spędzała polska noblistka Wisława Szymborska wraz ze swoim partnerem, powieściopisarzem Kornelem Filipowiczem.

## Galeria (zdjęcia archiwalne)

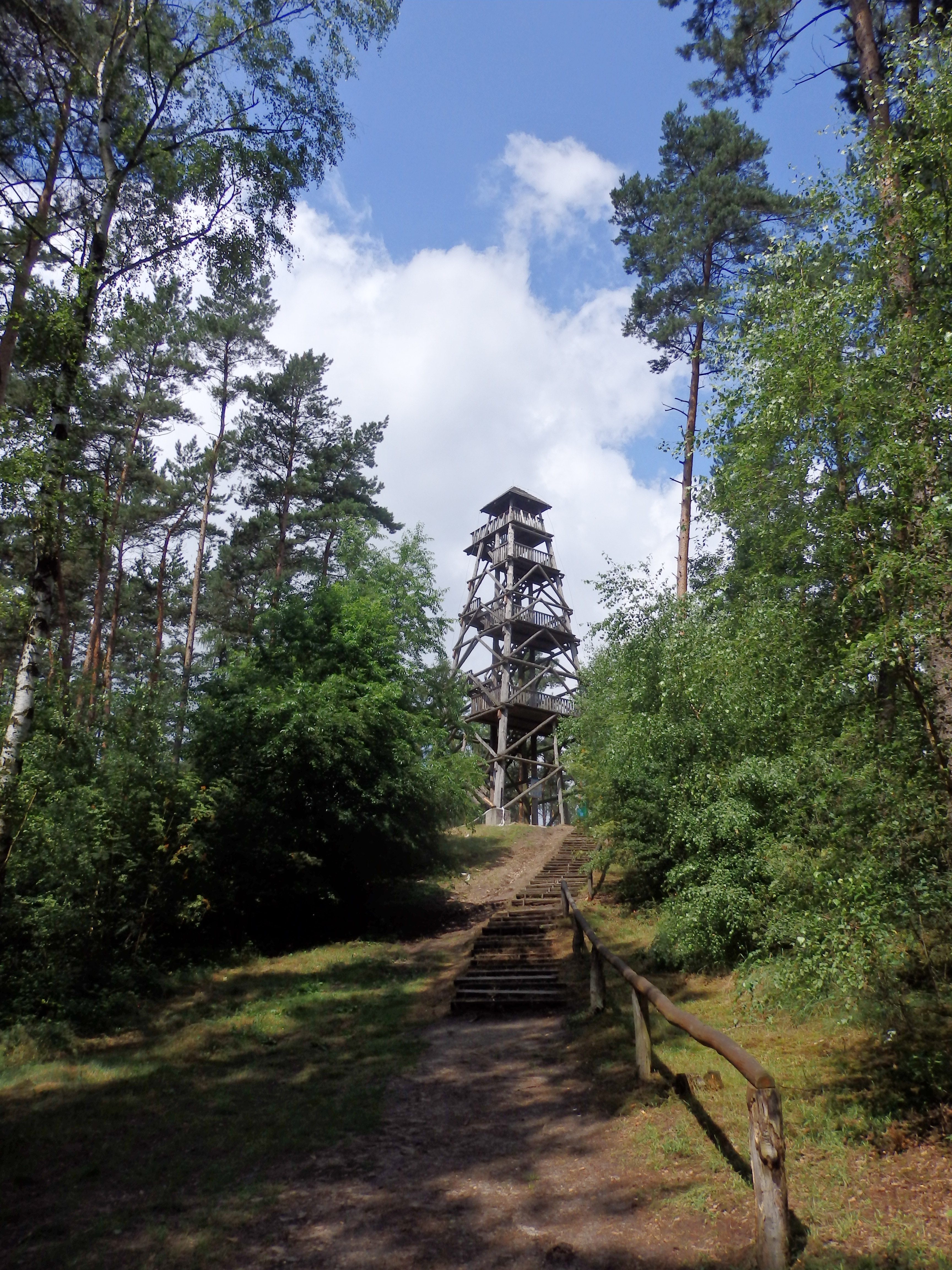
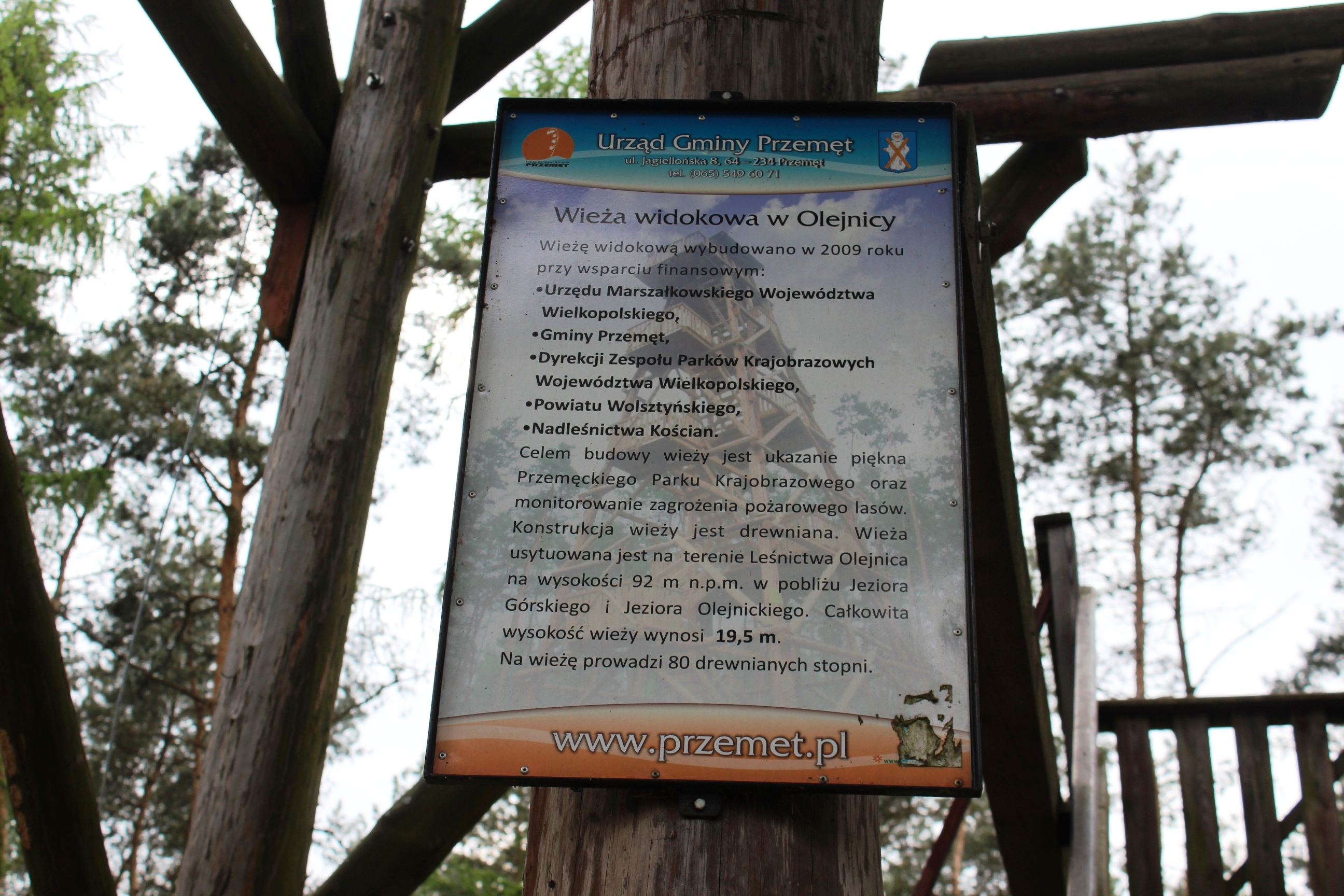
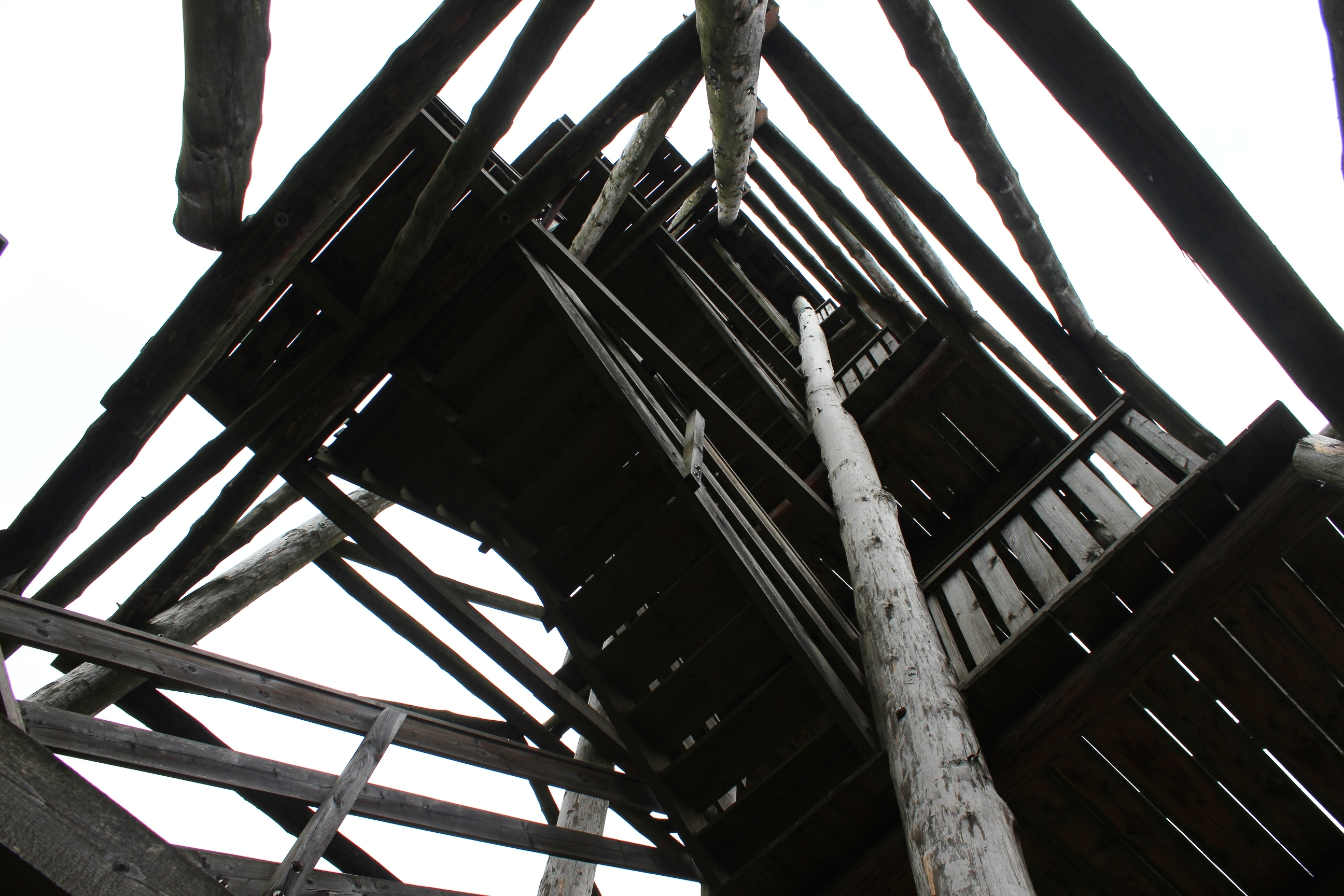
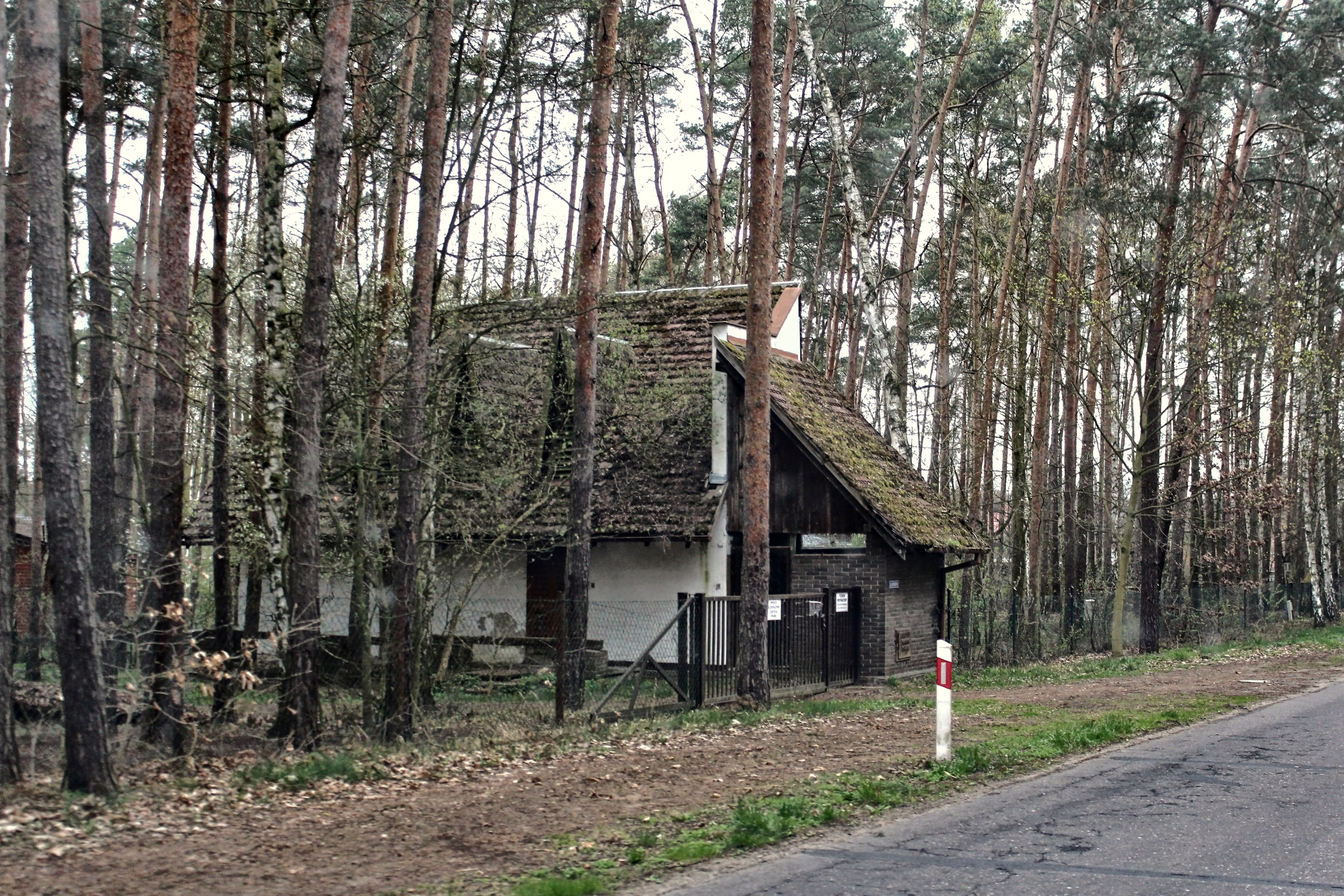
Ośrodek wypoczynkowy